# Lipophaga kraepelini
Lipophaga kraepelini är en spindeldjursart som beskrevs av Roewer 1933. Lipophaga kraepelini ingår i släktet Lipophaga och familjen Gylippidae. Inga underarter finns listade i Catalogue of Life.